# Ema Klinec
Ema Klinec (Kranj, 2 juli 1998) is een Sloveense schansspringster. Ze vertegenwoordigde haar vaderland op de Olympische Winterspelen 2018 in Pyeongchang.

## Carrière
Bij haar wereldbekerdebuut, in december 2013 in Lillehammer, eindigde Klinec direct op de zevende plaats. In januari 2016 stond de Sloveense in Sapporo voor de eerste maal in haar carrière op het podium van een wereldbekerwedstrijd. Op de wereldkampioenschappen schansspringen 2017 in Lahti eindigde ze als vijfde op de normale schans, in de gemengde landenwedstrijd eindigde ze samen met Nika Križnar, Anže Lanišek en Peter Prevc op de vierde plaats. Tijdens de Olympische Winterspelen van 2018 in Pyeongchang eindigde ze als veertiende op de normale schans.
Ema Klinec won in 2023 de eerste wedstrijd skivliegen voor vrouwen. Daarbij sprong zij een wereldrecord (226 meter).

## Resultaten

### Olympische Spelen
| Jaar | Plaats      | Resultaten |
| ---- | ----------- | ---------- |
| 2018 | Pyeongchang | 14e HS106  |

### Wereldkampioenschappen
| Jaar | Plaats | Resultaten                     |
| ---- | ------ | ------------------------------ |
| 2017 | Lahti  | 5e HS100 4e Gemengd team HS100 |

### Wereldbeker
Eindklasseringen
| Seizoen   | Algm | RAW |
| --------- | ---- | --- |
| 2013/2014 | 25e  |     |
| 2015/2016 | 9e   |     |
| 2016/2017 | 7e   |     |
| 2017/2018 | 11e  |     |
| 2018/2019 | 24e  | –   |
| 2019/2020 | 8e   | 7e  |